# Trypan blue

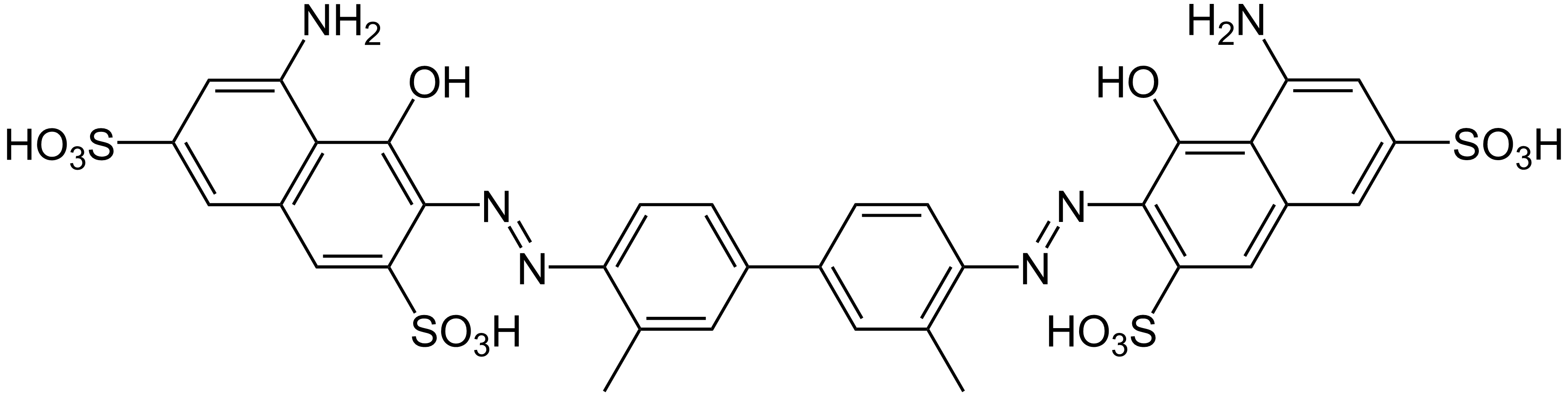
Struttura chimica del trypan blue

Il trypan blue (o blu Trypan) è un colorante in grado di colorare selettivamente le cellule morte. Il motivo per cui questo colorante non colora le cellule vive è da ricercarsi nell'estrema selettività della membrana cellulare. Le cellule vitali, avendo la membrana intatta, non permettono la penetrazione di questo colorante nel citoplasma; al contrario, nelle cellule morte questo penetra facilmente, rendendole distinguibili dalle vive con una rapida analisi al microscopio. Il trypan blue non è in grado di distinguere cellule apoptotiche da cellule necrotiche.